# バルパライソ競馬場

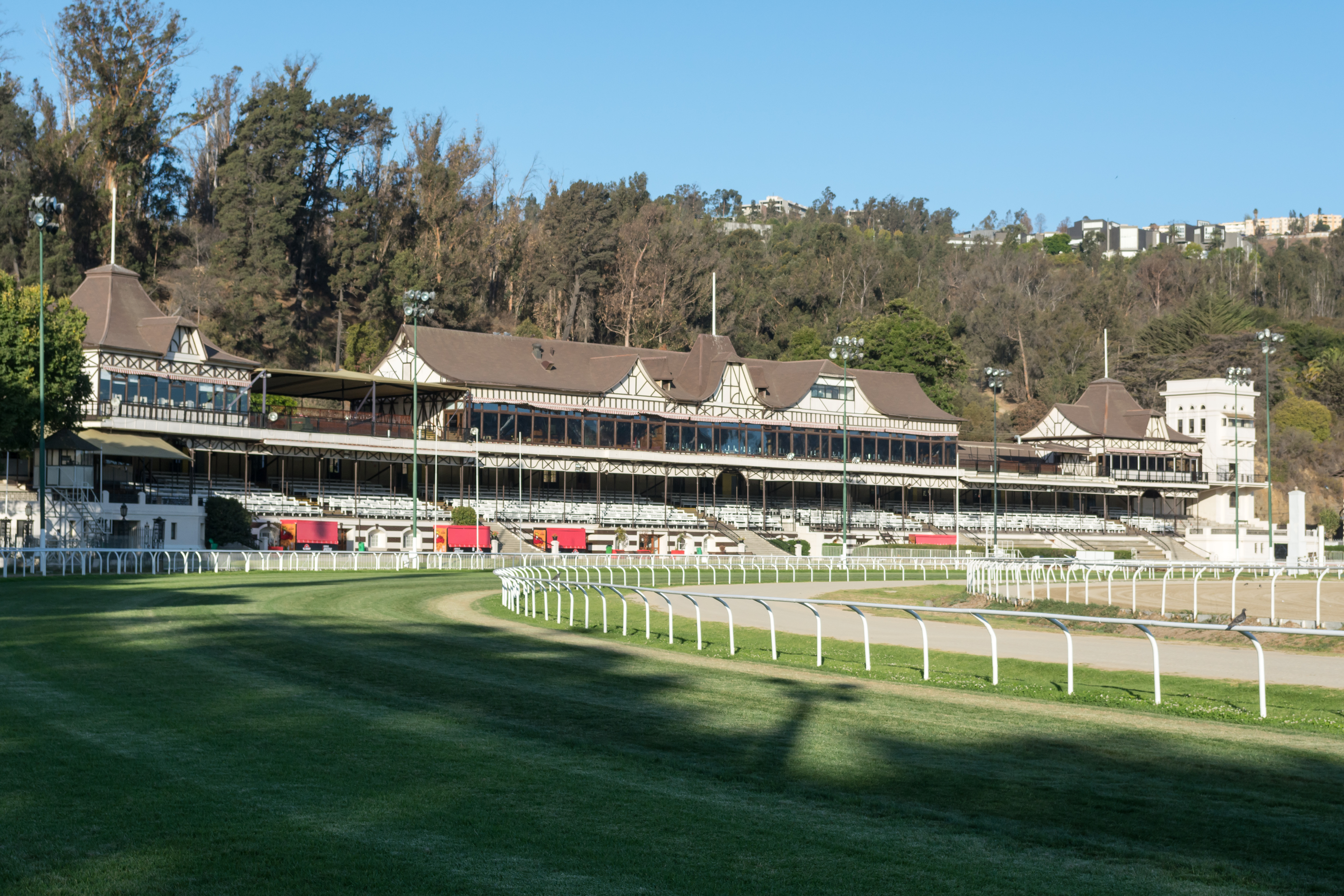
バルパライソ競馬場（2020年）

バルパライソ競馬場（Valparaíso Racecource）はチリ共和国のバルパライソ州、ビニャ・デル・マールに位置する競馬場である。コースは左回りであり、芝1周2090メートル、ダート1周1860メートル、直線はともに約600メートルと雄大な競馬場だが、直線競走は行われていない。チリ共和国のダービー、エルダービーが開催される競馬場として知られている。1920年にはサッカー南米選手権が開催された。